# 須跋陀羅
須跋陀羅（公元前606年—公元前486年)，又稱作蘇跋陀羅、須跋陀、須跋、藪婆頭樓。意譯作善賢、好賢、善好賢。釋迦牟尼佛最後一名弟子，生平不詳，唯按《雜阿含經》記載須跋陀羅於佛臨涅槃前進行剃度儀式，當時已117歲，並與釋迦牟尼佛同年圓寂。釋迦牟尼佛於公元前486年進入涅槃，由此可得出須跋陀羅於公元前606年出生。

## 釋迦牟尼佛最後弟子
《大智度論》記載，須跋陀羅早已證得五神通。並且為一位仙人。然而某夜他作一個很不尋常的夢，夢中充滿恐怖黑暗的景象：所有人失去了雙眼，在暗夜中裸形而立；太陽墮在地上破裂開來，各大海水乾涸枯竭；四周颳起猛烈刺骨的寒風，須彌山也不堪風勢而破散傾頹。須跋陀羅全身汗毛直豎，驚恐不已，醒後冷汗涔涔，以為自己死期將至。這時，有位天人知道須跋陀羅心中的憂懼，於是從天而下告訴須跋陀羅：「你不要驚慌，此一夢境乃是聖者佛陀將於明日夜半入無餘涅槃的預兆，與你的壽命無關。佛陀是徹底覺悟的聖人，有如三界明燈，宣揚究竟真實的道理，能令眾生出離生死之苦，獲得安穩快樂。」因此，須跋陀羅決心到拘尸那城尋找釋迦牟尼。
當須跋陀羅趕到拘尸那城時，釋迦牟尼侍者阿難以釋迦牟尼身體抱恙為由拒絕求見，當釋迦牟尼得知後隨即告訴阿難須跋陀羅為他今生最後弟子。並向須跋陀羅宣說八正道。須跋陀羅證得阿羅漢果後，決定先比釋迦牟尼早一步進入涅槃。